# 三星Galaxy Beam
Samsung Galaxy Beam i8520/i8530是韓國三星電子所推出的一款中階內置投影機的智慧型手機。